# كأس التشيك 1997–98
كأس التشيك 1997–98 هو موسم من كأس التشيك. أشرف على تنظيمه اتحاد جمهورية التشيك لكرة القدم، وكان عدد الأندية المشاركة فيه 134، وفاز فيه نادي يابلونتس.